# Niels Pedersen Aurilesius
Niels Pedersen Aurilesius (født 1601, død 4. oktober 1634) var en dansk professor og orientalist, som i en enkelt periode var rektor for Københavns Universitet.
Han var ifølge det latinske program, som universitetet udstedte ved hans jordefærd, født i landsbyen "Aurilesia" på Sjælland. Selv kaldte han sig oprindelig "Ørløse" og på latin "Arvilæsius". Det vides imidlertid ikke med sikkerhed, hvilken by, der menes, men Årløse i Terslev Sogn og Arløse i Førslev Sogn har været foreslået. 
Han begyndte sin skolegang i Køge og fortsatte i Roskilde og Herlufsholm, hvorfra han blev student i året 1620. Siden rejste han udenlands, en tid lang som hovmester for Erik Pors, støttet med det kongelige rejsestipendium, og lagde sig med flid efter de østerlandske sprog. 
Hjemkommen blev han 1626 professor lingvarum orientalium ved universitetet; tog 1627 magistergraden og 1630 den teologiske doktorgrad. Samme år blev han professor i teologi og 1632-33 var han rektor for Københavns Universitet, men 4. oktober 1634 døde han "af blodsot". Han var fra 1628 gift med Mette, en datter af afdøde biskop Peder Jensen Vinstrup.
Aurilesius var en af sin tids lærdeste mænd i Danmark; navnlig havde han så omfattende kundskaber i hebraisk, kaldæisk, aramæisk, syrisk og arabisk som ingen anden samtidig. Salmen "Når jeg betænker den tid og stund" antages at være forfattet af ham.